# VISIONARY
VISIONARY（ビジョナリー）は、レクサス(トヨタ)が運営するライフスタイルを扱うウェブメディアである。

## 概要
任天堂ホームページの「トピックス」のような所謂「オウンドメディア」で、同社のクルマに関する記事や開発インタビューなどの記事も掲載されているが、基本的に車と無関係な記事も多い。またラジオ局J-WAVEとタイアップし、記事をラジオ番組風に読み上げたコンテンツも存在しており、AppleのPodcastなどから聞くことができる。更新頻度は2〜3日ごとで、ITジャーナリストの林信行やノンフィクション作家の野地秩嘉などのライターが記事を執筆している。
サイトにはWordpressが採用されている。

## 沿革
- 2017年5月1日 - オープン。
- 2019年6月 -  Twitterアカウントをオープン[1]。

## 主なライター
50音順
- 在本彌生
- 小山田裕哉
- 中村孝則
- 野地秩嘉
- 長谷川祐子
- 林信行
- ムラカミカイエ